# Zone consuetudinarie della Nuova Caledonia

Emblema della Nuova Caledonia

Le zone consuetudinarie della Nuova Caledonia, (in francese aires coutumières), dette anche zone tribali, sono una suddivisione amministrativa parallela della Nuova Caledonia, valida per la gestione degli aspetti di diritto privato della popolazione Kanak. Vennero create a seguito agli Accordi di Matignon del 1988 e il loro funzionamento istituzionale è stabilito dalla legge organica francese n. 99-209 del 19 marzo 1999.

## Storia

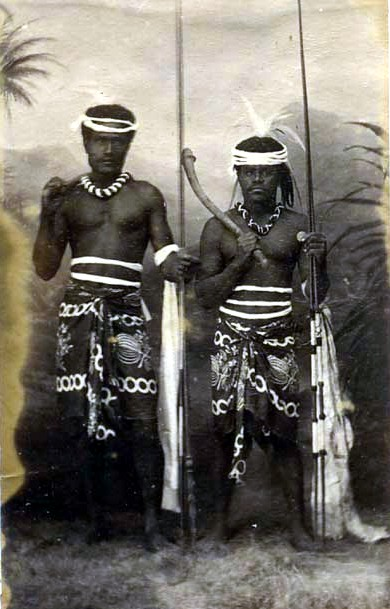
Guerrieri Canachi (1880 ca.)

Bandiera del Fronte di Liberazione Nazionale Canaco e Socialista (FLNKS).

Cartellone commemorativo della storica stetta di mano fra Jacques Lafleur e Jean-Marie Tjibaou durante la firma dell’accordo di Matignon il 26 giugno 1988.

Per comprendere le ragioni dell'istituzione di questo livello amministrativo occorre tornare indietro nel tempo alla situazione creatasi nella Nuova Caledonia al tempo dell'occupazione coloniale francese.
La Nuova Caledonia divenne territorio francese nel 1853. Quando il primo governatore della Nuova Caledonia, Du Bouzet (1805-1867), arrivò sull'isola nel 1855, redasse immediatamente una carta che aveva lo scopo di imporre lo Stato francese su tutte le terre della colonia. Du Bouzet rivendicò i terreni incolti come appartenenti al dominio dello Stato e propose di riservare il 10% della loro terra coltivata ai melanesiani. In conseguenza di questo nel 1856, si ebbero disordini in vari punti della colonia, con conseguente repressione ed espropriazioni.
Nel 1864 venne costituita una colonia penale in cui vennero deportati migliaia di prigionieri francesi provenienti dalla madrepatria. Ai prigionieri che avevano scontato la pena venivano assegnati in concessione dei terreni purché decidessero di restare nella colonia senza tornare in madrepatria.
La questione dello spazio coloniale venne affrontata decisamente dall'arrivo, nel 1862, del governatore (1862-1870) Charles Guillain, incaricato di promuovere la colonizzazione penale e sostenere la colonizzazione libera.
I Kanak venivano percepiti come troppo "primitivi" per accedere alla proprietà privata individuale. Pertanto il 24 dicembre 1867 venne emesso un decreto che istituiva una entità giuridica e amministrativa chiamata tribù che individuava una collettività governata da un capo alla quale si riconosceva la proprietà collettiva delle terre. Ritenuta collettivamente responsabile per le azioni dei suoi membri, la tribù emerse come entità a sé stante e quindi servì come base per la costruzione della proprietà degli indigeni.
Nel 1876, le procedure di delimitazione delle riserve destinate alla popolazione indigena, insieme all’instaurazione nella Nuova Caldonia della legislazione Indigénat del 1887, che comportava notevoli limitazioni alla libertà di movimento delle popolazioni native, e all’introduzione nel 1897 delle chefferies, contribuirono a trasformare la tribù in un luogo fisico.
Pertanto in Nuova Caledonia, la parola tribù ha un significato/connotazione speciale che differisce dall’uso classico del termine in antropologia. In Nuova Caledonia la tribù è un luogo, il luogo dove si svolge la vita quotidiana dei Kanak. Dopo la fine della Seconda Guerra Modiale, le politiche di cantonnement  furono abbandonate ma le riserve indigene create in passato continuarono a svolgere ancora per molto tempo un quadro di riferimento in cui si riconoscevano gli abitanti kanak. A partire dagli anni '70, il termine tribù perse del tutto il suo significato coloniale e venne adottato da tutti, in particolare dal popolo Kanak.
A partire dagli anni '60 iniziaro a formarsi nella Nuova Caledonia dei movimenti culturali e politici che svilupparono l'idea di una "identita kanak" all'interno della quale rivendicare l'indipendenta del territorio su basi culturali e storiche. Nacquero quindi diversi partiti fra cui i più importanti furno il Partito di liberazione Kanak o Palika (1975), il Fronte Unito di Liberazione Kanak (1977) e l'Unione Progressista della Melanesia (1974). Nel 1979, in vista delle Elezioni territoriali della Nuova Caledonia, questi partiti aderirono ad una coalizione chiamta Fronte dell'Indipendenza. Nel 1984 il Fronte si sciolse ed i partiti diederro luogo insieme alla Unione Caledoniana al Fronte di Liberazione Nazionale Canaco e Socialista (FLNKS). Questi movimenti si scontrarono duramente con gli anti-indipendentisti del Raggruppamento per la Caledonia (RPCR) formato anche da dissidenti dell'Unione Caledoniana.
Gli anni fra il 1981 e 1988 furono caratterizzati da pesanti scontri che videro anche alcuni eventi tragici come l'uccisione di 
Pierre Declercq (19 settembre 1981) segretario generale dell'Unione Caledoniana e del suo succssore Éloi Machoro ucciso durante una operazione della Gendarmeria nel gennaio 1985 e portarono alla dichiarazione dello stato di emergenza il 12 gennaio 1985. 
Gli anni successivi, noti come les Évènements (in italiano "gli Eventi") furono caratterizzati da violenti scontri fra le milizie degli opposti schieramenti e culminarono nella Crisi degli ostaggi di Ouvéa iniziata il 22 aprile 1988, e conclusasi il 5 maggio con la liberazione degli ostaggi al termine di una operazione di polizia in cui rimasero uccisi i 19 sequestratori canachi e due gendarmi.
Dopo i tragici eventi di Ouvéa in entrambi gli schieramenti prevalse la convinzione che occorreva cercare una soluzione pacifica al problema. Il neo-eletto presidente François Mitterrand nominò il 10 maggio capo del governo Michel Rocard che a sua volta avviò una missione, incaricata di avvia un diaologo fra le parti, afidata al prefetto Christian Blanc. Blanc incontro subito i leader delle opposte fazioni: Jacques Lafleur, capo del Rassemblement (RPCR) anti-independentista e Jean-Marie Tjibaou leader degli indipendentisti canachi. Il dialogo fece rapidi progressi che portarono alla firma, il 19 giugno 1988, di quelli che sono noti come Accordi di Matignon.
Questi accordi sono di grande importanza in quanto segnarono un fondamentale punto di partenza per il processo di pacificazione fra i due prncipali gruppi etnici della Nuova Caledonia e per l'avvio di un percorso definito del processo di autoderminazione degli abitanti di quel territorio, nonché il riconoscimento della cultura e delle consuetudini dei Canachi. A tale proposito gli accordi prevedevano la creazione di consigli consultivi consuetudinari per ciascuna delle otto aree consuetudinarie, nonché di un consiglio consuetudinario territoriale.
Il diritto consuetudinario e le strutture previste, nonché altri aspetti relativi alla cultura canaca vennero meglio definiti negli accordi di Noumea siglati il 5 maggio 1998.
Il quadro normativo di riferimento delle aree consuetudinarie e del loro funzionamento è stato successivamente definito in dettaglio dalla legge organica 99-209 del 19 marzo 1999 della Repubblica Francese.

## Aree consuetudinarie

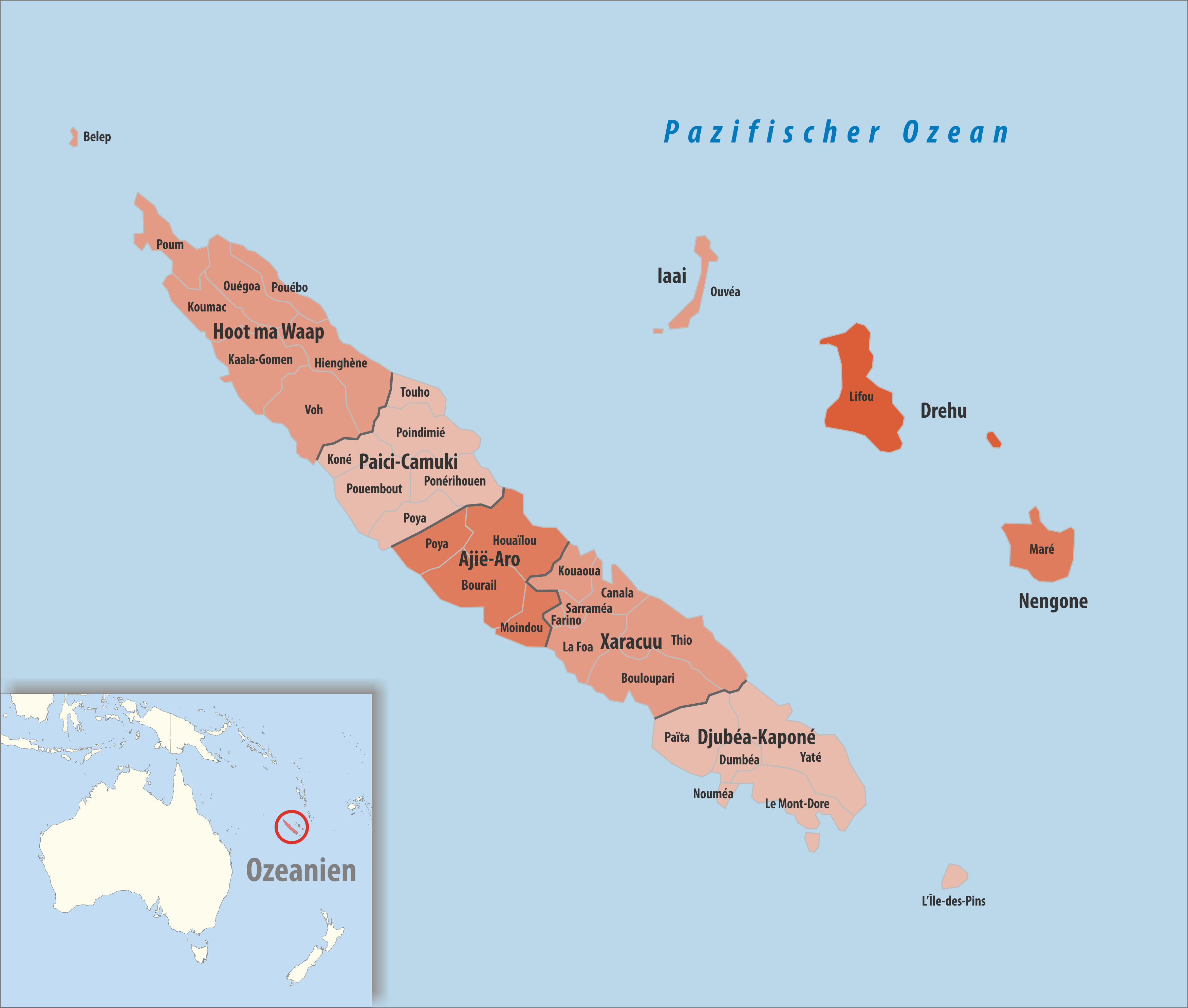
Zone consuetudinarie della Nuova Caledonia

A seguito degli accordi di Matignon e della legge 99-209 del 1999, sono stati definite 8 aree consuetudinarie, suddivise in 61 distretti consuetudinari nei quali si trovano 342 tribù.
- Area consuetudinaria di Ajië-Aro: si trova centro della Grande Terre, a cavallo tra le province del Nord e del Sud;
- Area consuetudinaria di Djubéa-Kaponé: si trova all'estremità meridionale della Grande-Terre e comprende l'Isola dei Pini. Ne fa parte il comune di Nouméa, anche se la capitale del territorio non contiene tribù;
- Area consuetudinaria di Drehu: comprende le Isole della Lealtà di Lifou e Tiga;
- Area consuetudinaria di Hoot ma Waap: si trova all'estremità settentrionale della Grande-Terre e comprende le isole Belep, è la più estesa geograficamente;
- Area consuetudinaria di Iaai: corrisponde all'isola di Ouvéa ed è la più piccola delle Aree consuetudinarie;
- Area consuetudinaria di Nengone: comprende isola di Maré nelle Isole della Lealtà;
- Area consuetudinaria di Paici-Camuki: l'area è situata nella provincia settentrionale di Grande Terre, tra le aree di Hoot ma Waap a nord e Ajië-Aro a sud, è l'area con più abitanti;
- Area consuetudinaria di Xaracuu: è situata principalmente nella provincia del Sud ma con una piccola parte in quella del Nord, tra le Aree consuetudinarie di Ajië-Aro a nord e di Djubéa-Kaponé a sud.

Le Aree consuetudinarie occupano complessivamente una superficie di 496.817 ettari, pari a circa il 27% della superficie della Nuova Caledonia.

### Il Consiglio Consuetudinario
In ogni Area è istituito un Consiglio consuetudinario in francese  Conseil coutumier definito dalla citata legge organica 99-209 (Articoli 149-152, Sezione 2, Capitolo IV del Titolo III).
Il Consiglio ha carattere consultivo e può essere ingaggiato da qualsiasi autorità amministrativa o giudiziaria sull'interpretazione delle norme consuetudinarie. I membri sono designati secondo norme proprie di ogni ambito. Infatti, ogni tribù nomina i propri rappresentanti in questo consiglio, secondo gli usi e i costumi del territorio e sotto il controllo del consiglio degli anziani dei capi tribù, per un mandato generalmente di tre anni. Per le tre aree delle Isole della Lealtà , l'elezione di questi rappresentanti avviene a livello di consiglio distrettuale. I capi, i presidenti dei consigli distrettuali e i grandi capi sono membri ex officio di questo Consiglio consuetudinario. Successivamente, i membri del Consiglio eleggono i propri funzionari (Presidente, Vicepresidente, Segretario, Segretario aggiunto, Tesoriere e Tesoriere aggiunto) per la durata del mandato (solitamente tre anni).

### Aree, distretti, comuni e tribù
Di seguito una tabella che indica per ogni area comunitaria i distretti componenti, le tribù che ne fanno parte, i comuni interessati e gli abitanti (dati 2019).
| Area consuetudinaria | Distretti (n.tribù) | Tribù | Comuni                                                                            | Popolazione (2019) | Mappa |
| -------------------- | --- | --- | --------------------------------------------------------------------------------- | ------------------ | ----- |
| Ajië-Aro             | - Néouyo (9), - Haut Nindien (5), - Bas Nindien (8), - Warai (8), - Boréaré (3), - Ny (6) - Muéo (2).                                                                                           | Gouareu, Kamouï, Kapoué, Kua, Néaoua, Néoa, Néouyo, Ouakaya, Paraouyé, Gonde, Medaouya, Nérin, Nessakouy, Oingo, Boéareu, Gouaroui, Mé, Meareu, Nedivin, Nindiah, Ouessoin, Roibahon, Bâ, Kaora, Meomo, Nearia, Nediouen, Nekoue, Neya, Thu, zareu, Bouirou, Gouaro, Ny, Oua-Oué, Pothe, Montfaoué, Nekliai-Kradji, Népou, Ouendji | - Bourail, - Houaïlou, - Moindou, - Poya (parte)                                  | 5 425              |       |
| Djubéa-Kaponé        | - Isola dei Pini (8), - Isola Ouen (1), - Pont des Français (2), - Païta (7), - Goro (1), - Touaaurou (1), - Unia (1).                                                                          | Comagna, Gadji, Kere, Ooatchia, Touêté, Vao, Wapan, Youati, Ouara, Conception, St Louis, Bangou, Col de la Pirogue-St Laurent, Naniouni, N'de, Goro, Touaourou, Unia. | - Nouméa, - Dumbéa, - Païta, - Mont-Dore, - Yaté, - Île des Pins.                 | 6 673              |       |
| Drehu                | - Lössi (16), - Gaïtcha (4), - Wetr (17). | Luecila, Hnapalu, Ciole, Hnathalo, Nang, Kumo, Saint Paul, Tingeting, Doking, Hnacaom, Mucaweng, Xepenehe, Easo, Siloam, Hunetë, Hanawa, Hnanemuaetra, Wedrumel, Drueulu, Hapetra, Qanono, Hnase, Traput, Jozip, Hnaeu, Wassany, Inagoj, Luengöni, Joj, Mu, Xodrë, Hunöj, Hmelek, Thuahaik, Kejëny, Hnadro. | - Lifou                                                                           | 9 175              |       |
| Hoot ma Waap         | - Bélép (7), - Tendo (3), - Hienghène (12), - Téa Djanou (4), - Kaala-Gomen (6), - Koumac (5), - Paimboas (9), - Bondé (8), - Balade (4), - Nénémas (7), - Arama (3), - Pouébo (10), - Voh (8). | St Joachim, St Joseph, St Louis, St Pierre, Ste Anne, Ste Marie, Ste Thérèse, Caavatch, Tendo, Tiendanite, Ganem, Le Koulnoué, Lewéraap, Lindéralique, Ouaième, Ouare , Ouen-Pouest, Ouenghip, Panié, Pindache, Poindjap, Pouyembegn, Tiwamack, Ouayaguette, Bas-coulna, Haut-coulna, Pangou-Ouaène, Baguanda, Baou St Pierre, Gamai, Ouemba, Païta, Tegon, Galagaoui, Pagou, Paop, Wanac I, Wanac II, Kourou, Oueholle, Ouemou, Bouelas, Ouène, Ouénia, Pangou-Ouaène, Pouembanou, Temeline, Balagam, Paraoua ou Diahot, St Jean-Baptiste, St Joseph, St Michel, St Pierre, St Thimothée, Ste Anne, St Denis Balade, St Gabriel Balade, St Paul balade, Ste Marie Balade, Baaba, Taanio, Tiabet, Tie, Titch, Yandé, Yenghébane, Bouarou, Narai, Pongal, Tiari, Diahoué, St Adolphe, St Denis Pouébo, St Ferdinand, St Gabriel Pouébo, St Joseph, St Louis, Ste Marie Pouébo, Tchamboène, Yambé, Boyen, Gatope, Ouélisse, Ouengo, Oundjo, Témala, Tiéta. | - Bélép, - Hienghène, - Kaala-Gomen, - Koumac, - Ouégoa, - Pouébo, - Poum, - Voh. | 11 160             |       |
| Iaai                 | - Mouli (3), - Fayaoué (11), - Himoné (1), - Uë-Saint Joseph (4), - Takédji (1). | Fayava, Lekine, Mouli, Banoutr, Fayaoué, Guei, Nanéméhu, Nimaha, Ognahut, Ouassadieu, Ouenghé, Ouloup-St Gabriel, Wakat, Wadrilla, Gossanah, Eot-St Joseph, Ognat-Saint Thomas, Téouta-Ounes, Weneki, Takedji | - Ouvéa                                                                           | 3 397              |       |
| Nengone              | - Guahma (13), - La Roche (6), - Tawainedre (3), - Penelo (4), - Tadine (2), - Wabao (1), - Medu (1), - Eni (1).                                                                                | Mebuet, Nece, Tuo, Padawa, Hnawayace, Wakuarory, Roh, Tenane, Thogone, Cadralo, Menaku, Limite, Kaewatine, Atha, Ceni, Hnainèdre, La Roche, Rawa, Peyece, Hnadide, Tawainèdre, Wakone, Cuaden, Kurine, Patho, Pénélo, Cengeite, Tadine, Wabao, Medu, Eni. | - Maré                                                                            | 5 753              |       |
| Paici-Camuki         | - Baco (4), - Poindah (7), - Bayes (9), - Monéo (2), - Wagap (11) - Ponérihouen (10) - Touho (4) - Poyes (6)                                                                                    | Aléou, Baco, Koniambo, Tiaoué, Bopope, Néami, Netchaot, Noelly, Poindah, Bayes, Ina, Napoémien, Nessapoué, Ometteux, Ouindo, Paama, Pambou, Tibarama, Monéo, Néavin, Po, Galilée, Poindimié, St Denis, St Michel, St Paul, St Thomas ou Ste Thérèse-Poutchala, Tiéti, Ti-Ounao, Tiwaka, Tye, Wagap, Goa, Goyetta-Nimbayes, Grochain, Grondu, L'Embouchure, Mou, Nébouéba, Néouta, St Yves, Tchamba, Ouaté, Paouta-Baï, Congouma, Ouanache, Paola-Poyes, Pombéi, Tiouande, Tuai (Tiouaé), Twaka (Touho). | - Koné, - Poindimié, - Ponérihouen, - Pouembout, - Touho.                         | 11 449             |       |
| Xaracuu              | - Canala (12), - Kouaoua (6). - Boulouparis (4), - Coindé (2), - Oua-Tom (2), - Mwâhruu (2), - Couli (3), - Borendy (5), - Thio (8).                                                            | Emma, Gélima, Haouli, Kuine, Mehoue, Mérénémé, Mia-Cui, Nakéty-Mission, Nanou-Kérénou, Nonhoue-Boakaine, Ouasse, Tenda Koumendi, Amon-Kasiori o Ouénéa, Ceynon, Konoyes-Sahoué, Méa-Mébara, Méchin, Ouérou-Pimet, Ouinané-Nétéa, Ouitchambo Kouergoa, Nassirah Ya, Coindé, Oui-Poin, Kouma-Pocquereux, Oua-Tom, Moméa, Table-Unio, Grand Couli, Petit Couli, Sarraméa, Grand Borendy, Petit Borendy, Port Bouquet, St Jean Baptiste, St Joseph, Kouaré, Ouindo, Ouroué, St Michel, St Paul, St Philippo I, St Philippo II, St Pierre. | - Canala, - Kouaoua, - Boulouparis, - La Foa, - Moindou, - Sarraméa, - Thio.      | 7 284              |       |
| Totale Aree          | 61 | 342 | 33                                                                                | 60 316             |       |